# 399. Infanterie-Division (Wehrmacht)
Die 399. Infanterie-Division war eine deutsche Infanteriedivision im Zweiten Weltkrieg.

## Divisionsgeschichte
Die Division wurde am 15. März 1940 im Rahmen der 9. Aufstellungswelle im südlichen Ostpreußen (Regionsbezirk Zichenau im Wehrkreis I) als Landesschützen-Division aufgestellt. Hierfür wurde der Stab der Division z.b.V. 421 herangezogen. Friedensstandort wurde Lissa im Wehrkreis XXI. Am 30. März 1940 wurde aus dem II./664 ein III./664. Ein neues II./664 wurde aus dem Divisionsbestand gebildet. Am 19. Juni 1940 kam noch ein Artillerie-Regiment 399 mit Stab und zwei Abteilungen hinzu. Die Aufstellung war damit begründet einen möglichen russischen Einfall in Ostdeutschland oder Polen abwehren zu können, weil zu diesem Zeitpunkt ein Großteil der Truppenteile in Frankreich eingesetzt war. Von Juli 1940, nach dem französischen Waffenstillstand Ende Juni 1940, an war die Division dem Befehlshaber der Ersatztruppen im Wehrkreis I zur Auflösung unterstellt.
Mit Befehl vom 22. Juli 1940 wurde die Division zum 8. August 1940 wieder aufgelöst. Die drei Bataillone des Infanterie-Regiments 662, die zwei Bataillone des Infanterie-Regiments 663 und das II. und III. Bataillon des Infanterie-Regiment 664 wurden zu sieben Heimatwach-Bataillone überführt, welche bei Bauarbeiten der Befestigung Ostpreußen in den Abschnitten Nord (Königsberg), Mitte (Lötzen) und Süd (Ortelsburg) die dort eingesetzten Kriegsgefangenen bewachen sollten. Das Artillerie-Regiment 399 wurde durch das Artillerie-Ersatz-Regiment 11 (Allenstein) abgewickelt. Der Divisionsstab kam als Feldkommandantur 399 nach Ostpolen (ab 1942 in Frankreich, dann 1943 in Weißrussland und im September 1944 aufgelöst).
Am 1. Januar 1941 wurden die ehemaligen Bataillone III./662 und II./663 zu Landesschützen-Bataillone 235 und 236 überführt und die restlichen Heimatwach-Bataillone aufgelöst.
Divisionskommandeur war Generalmajor Helmuth von Kropff.

## Gliederung
März 1940
Landesschützen-Regimenter für Oberost:
- aus dem Landesschützen-Regiments-Stab I./I (Insterburg) und den Landesschützen-Bataillonen II./I (Bartenstein), V./I (Gumbinnen) und VII./I (Braunsberg)

- aus dem Landesschützen-Regiments-Stab III./I (Elbing) und den Landesschützen-Bataillonen IX./I (Allenstein) und XII./I (Elbing)
- aus dem Landesschützen-Regiments-Stab I./XVII (Wien) und den Landesschützen-Bataillonen XVII./XVII (Vöcklabruck), VI./XVII und XX./XVII (Linz)

Später
- Infanterie-Regiment 662 I.–III. bei Zichenau aus den Landesschützen-Regimentern Oberost
- Infanterie-Regiment 663 I., II. bei Modlin aus den Landesschützen-Regimentern Oberost
- Infanterie-Regiment 664 I.–III. bei Plock aus den Landesschützen-Regimentern Oberost
- u. a. Aufklärungs-Schwadron 399 und Nachrichten-Kompanie 399